# Nycterophilia
Nycterophilia is een vliegengeslacht uit de familie van de luisvliegen (Hippoboscidae).

## Soorten
- N. coxata Ferris, 1916